# Il mare delle nuvole
Il mare delle nuvole è l'album discografico di debutto della cantante italiana Antonella Bucci, pubblicato nel 1993 dalla DDD.
Il brano omonimo è stato presentato al Festival di Sanremo 1993 nella sezione "Novità", venendo eliminato dopo la prima esecuzione.

## Tracce
1. Il mare delle nuvole (Cogliati-Ramazzotti) - 04:21
2. Dammi le mani (LoVecchio-Maggio-Melloni-Pizzoli-Zandonà) - 04:12
3. Cover girl (LoVecchio-Maggio-Melloni-Pizzoli-Zandonà) - 04:00
4. Scusa se esisto anch'io (LoVecchio-Maggio-Melloni-Pizzoli-Zandonà) - 04:20
5. C'è bisogno di cuore (Cogliati-LoVecchio-Maggio-Melloni-Pizzoli-Zandonà) - 04:10
6. Amici si (LoVecchio-Maggio-Melloni-Pizzoli-Zandonà) - 04:04
7. Pensami adesso (LoVecchio-Maggio-Melloni-Pizzoli-Zandonà) - 04:13
8. Solo amore (LoVecchio-Maggio-Melloni-Pizzoli-Zandonà) - 04:03
9. Due o tre (LoVecchio-Maggio-Melloni-Pizzoli-Zandonà) - 03:37
10. Le ragazze crescono (Gabutti-Caprioli-Bozzetti-Pizzoli-Zandonà) - 04:25
11. E... (Melloni-Pizzoli-Zandonà) - 00:45